# Obrežje, Brežice
Obrežje je naselje v Občini Brežice. Naselje meji na republiko Hrvaško, v njem je mednarodni cestni mejni prehod Obrežje. Slednji velja za največji slovenski mejni prehod. Predstavlja neposredno avtocestno povezavo med Ljubljano in Zagrebom.